# Arif Heydarov
Pour les articles homonymes, voir Heydarov.
Arif Heydarov (en azéri : Arif Nəzər oğlu Heydərov ; né le 28 juin 1926 à Aghdach et mort le 29 juin 1978 à Bakou) est le ministre des Affaires intérieures de la RSS d'Azerbaïdjan (1970-1978), lieutenant-général azérbaïdjanais(1976).

## Études
Arif Nazar oglu Heydarov est originaire du village de Gurdjulu de la région de Qubadli. Il est diplômé de la faculté d'histoire de l'Université d'État de Bakou. Il commence sa carrière en 1942  comme serrurier dans la fiducie pétrolière. En 1943, il est envoyé à Moscou pour étudier dans une école spéciale.

## Les années de guerre
Il part à la Seconde Guerre mondiale en 1944-1945 et prend part à l'attaque de Berlin. De 1945 à 1947, il sert dans les forces alliées en Pologne et en Allemagne. En 1949-1970, il travaille dans le département de renseignement du Comité de sécurité de l'État d'Azerbaïdjan. Au cours de cette période, il voyage à plusieurs reprises à l'étranger pour des missions opérationnelles et  travaille en République Démocratique Allemande et en Turquie. En 1967-1970, il est consul en Turquie, en 1970-1978 il est nommé ministre des affaires intérieures de la RSS d'Azerbaïdjan. Il était député du Soviet suprême de la RSS d'Azerbaïdjan.
Il connaissait l'allemand, l'anglais, le turc et le persan. Il a reçu les Ordres de Drapeau rouge", "Insigne d'honneur" et de nombreuses médailles soviétiques et étrangères.
Arif Heydarov a été assassiné le 29 juin 1978 au lieu du travail.

## Mémoire
Une rue, un hôpital et une école portent son nom à Bakou, ainsi qu'un pétrolier.